# 서경우
서경우(徐景雨, 1573년 ~ 1645년)는 조선의 문신이다. 본관은 대구. 자는 시백(施伯), 호는 만사(晩沙)이다.

## 생애
1603년(선조 36년) 문과에 급제해 가주서로 시작, 주서를 지내고 승정원주서를 거쳐 기사관이 되고 성균관전적과 사헌부감찰을 거쳐 공조좌랑과 병조좌랑을 지내고 성균관직강을 거쳐 형조정랑으로 임명되었다. 이후 세자시강원문학을 거쳐 지평으로 임명되고 정언을 하지만 광해군 때 대북세력에 의해 관직을 박탈당하였다가 예조참의가 되고 승지로 참찬관을 겸하다 대사간, 좌승지를 거쳐 이조참판이 되고 바로 대사헌이 된다. 이후 경기도관찰사를 거쳐 대사간에 이어 대사성이 되고 동지경연사를 겸하다 대사헌으로 다시 임명되어 곧 도승지를 하다 다시 대사헌이 된다. 이후 이조참판이 되고 형조판서를 거쳐 1644년 우의정이 된다. 1645년에 생을 마감한다.

## 관련 문화재
- 서경우 초상 및 함 (대한민국 보물 제1897호)